# Gilbert Van Binst
Gilbert Van Binst (Machelen, 5 luglio 1951 – Zaventem, 3 gennaio 2025) è stato un calciatore belga, di ruolo difensore.

## Caratteristiche tecniche
Normalmente in posizione di terzino destro, fu a volte impiegato anche come libero.

## Carriera

### Club
Debuttò neanche diciottenne nella Division I 1968-1969 tra le file dell'Anderlecht, rimanendo nei bianco-malva per dodici anni: vinse così due titoli nazionali, quattro Coppe del Belgio, due Coppe delle Coppe e due Supercoppe UEFA. Segnò anche ventotto gol in campionato, di cui dieci nella sola edizione 1975-1976, tuttavia rimase celebre la doppietta che realizzò a Parigi nella finale della Coppa delle Coppe 1977-1978 contro l'Austria Vienna, che chiuse l'incontro sul risultato di 4-0.
Nel 1980 si trasferì quindi in Francia, militando per una stagione tra le file del Tolosa. Tornò infine in Patria per indossare la maglia del Club Bruges, con cui chiuse la carriera nel 1983.

### Nazionale
Fece parte della rosa che partecipò al campionato d'Europa 1972 giocato in Belgio, tuttavia esordì in Nazionale solamente l'anno successivo. Coi Diavoli Rossi scese in campo complessivamente per quindici volte fino al 1977, realizzando anche una rete.

## Palmarès

### Club

#### Competizioni nazionali
- Campionato belga: 2

Anderlecht: 1971-1972, 1973-1974
- Coppa del Belgio: 4

Anderlecht: 1971-1972, 1972-1973, 1974-1975, 1975-1976

#### Competizioni internazionali
- Coppa delle Coppe: 2

Anderlecht: 1975-1976, 1977-1978
- Supercoppa UEFA: 2

Anderlecht: 1976, 1978